# Heaven in Her Arms
Heaven in Her Arms ist eine im Jahr 2001 gegründete Post-Hardcore-/Metal-Band aus der japanischen Hauptstadt Tokio.

## Geschichte
Die Gruppe, die sich im Jahr 2001 formierte, bezieht ihren Namen von dem gleichnamigen Lied der Post-Hardcore-Band Converge, welches im gleichen Jahr auf deren Album Jane Doe erschien. Die Gruppe besteht aus dem Sänger Kent Aoki, der zudem als Gitarrist fungiert, dem Gitarristen Katsuta, Bassist Kentaro und Schlagzeuger Hiroki Watanabe. Ehemaliges Mitglied ist Takayuki Ryuzaki, welcher zwischen 2001 und 2019 ein Gitarrist der Gruppe war.
In den ersten drei Jahren brachte die Gruppe kein musikalisches Material heraus. Erst in den Jahren 2005 und 2006 zwei Split-Veröffentlichungen mit In Between bzw. Tomato Steal sowie eine EP, ehe die Musiker 2007 das Debütalbum Erosion of the Black Speckle herausbrachten. Bis zur Herausgabe des zweiten vollwertigen Werkes Paraselene im Jahr 2010 erschienen eine weitere Split und eine EP. In den Jahren 2011 bis 2013 erschienen drei weitere Split-EPs. Erst im Jahr 2017 folgte mit White Halo das dritte Album, welches international größere Beachtung fand. Veröffentlicht werden die Alben in Japan von Daymare Records, in Nordamerika von Translation Loss Records und in Europa bei Moment of Collapse Records. Das 2010 veröffentlichte Paraselene wurde in Europa bei Denovali aufgelegt.
Die Gruppe spielte in ihrer Karriere bereits mehrfach in Europa und spielte als Vorgruppe für Gruppen wie Celeste und City of Caterpillar. Auch stehen bereits Konzerte in der Volksrepublik China zu Buche.

## Musik
Die Musik von Heaven in Her Arms kann im Großen und Ganzen als Post-Metal beschrieben werden, wobei die Musiker im Laufe der musikalischen Laufbahn auch Einflüsse aus anderen Musikrichtungen in ihren Sound aufnahmen. So bezeichnet O’Connor in seiner Besprechung des Albums White Halo für Pitchfork Media die frühere Musik der Gruppe unter anderem als eine Mischung aus dem 1990er-Emo mit härteren Klängen. Außerdem vergleicht er die Musik auf dem Album mit Deafheaven, wobei er betont, dass Heaven In Her Arms keine Black-Metal-Band darstellt. Auch Luke Morton von der englischen Version des Metal Hammer erkennt die musikalischen Einflüsse des Post-Black-Metal der US-amerikanischen Schule, welche eine kalte und traurige Atmosphäre erzeugen, während die ruhigen Passagen nicht an die Ambitioniertheit und der Geräumigkeit von Alcest heranreichen können.
Die Gruppe selbst bezeichnet ihre Musik selbst als Post-Hardcore. Nadine Schmidt indes schrieb der Musik in ihrer Besprechung des dritten Albums White Halo auf Metal.de eine hohe Komplexität zu hält aufgrund dessen die musikalische Eigenbeschreibung der Band für nicht nachvollziehbar. Musikalisch wurden die Japaner mehrfach mit den Landsmännern und -frauen von Envy und Mono verglichen, wobei letztere vor allem in den musikalisch ruhigen Passagen erkannt wird.
Der Gesang von Kent Aoki wird als heiseres Kreischen beschrieben, welches den in japanischer Sprache gehaltenen Liedtexten ein zusätzliches, markantes Merkmal verabreicht. Seine Stimme wurde mit Tetsuya Fukugawa verglichen. Auch werden Spoken-Word-Einschübe in den Liedern genutzt. Auf dem dritten Album White Halo aus dem Jahr 2017 kombinieren die Musiker das „Rasende und Wütende des Black Metal“ mit dem „Chaotischen und Dramatischen des Post-Hardcore“ sowie mit der „Melancholie und der Schwere des Post-Rock“.

## Diskografie
- 2005: Heaven in Her Arms/In Between (Split mit In Between)
- 2006: Heaven in Her Arms (EP)
- 2006: Heaven in Her Arms/Tomato Steal (Split mit Tomato Steal)
- 2007: Koenji (Split mit Killie)
- 2007: Erosion of the Black Speckle (Album, Japan: Daymare Recordings, Nordamerika: Translation Loss Records, Europa: Ape Must Not Kill Ape, Moment of Collapse Records)
- 2009: Duplex Coated Obstruction (EP)
- 2010: Paraselene (Album, Japan: Daymare Recordings, Nordamerika: Translation Loss Records, Europa: Denovali Records)
- 2011: Heaven in Her Arms/Aussitôt Mort (Split mit Aussitôt Mort)
- 2012: Heaven in Her Arms/Yumi (Split mit Yumi)
- 2013: Heaven in Her Arms/Cohol (Split mit Cohol)
- 2017: White Halo (Album, Japan: Daymare Records, Nordamerika: Translation Loss Records, Europa: Moment of Collapse Records)